# Innsbruck
Innsbruck ou Insbruque é uma cidade no oeste da Áustria, capital do estado do Tirol. Ela é atravessada pelo rio Inn, de onde tem seu nome. A palavra bruck tem sua origem na palavra de língua alemã Brücke, que significa "ponte", o que leva a cidade a chamar-se "Ponte do Rio Inn". Localizada no vale do Inn, a cidade está no meio de altas montanhas, como o Nordkette (Hafelekar, 2.334 m) ao norte, o Patscherkofel (2.246 m) e o Nockspitze (2.403 m) ao sul. Innsbruck é um renomado centro de esportes de inverno, sendo que sediou as olimpíadas de inverno nos anos de 1964 e 1976.

## História

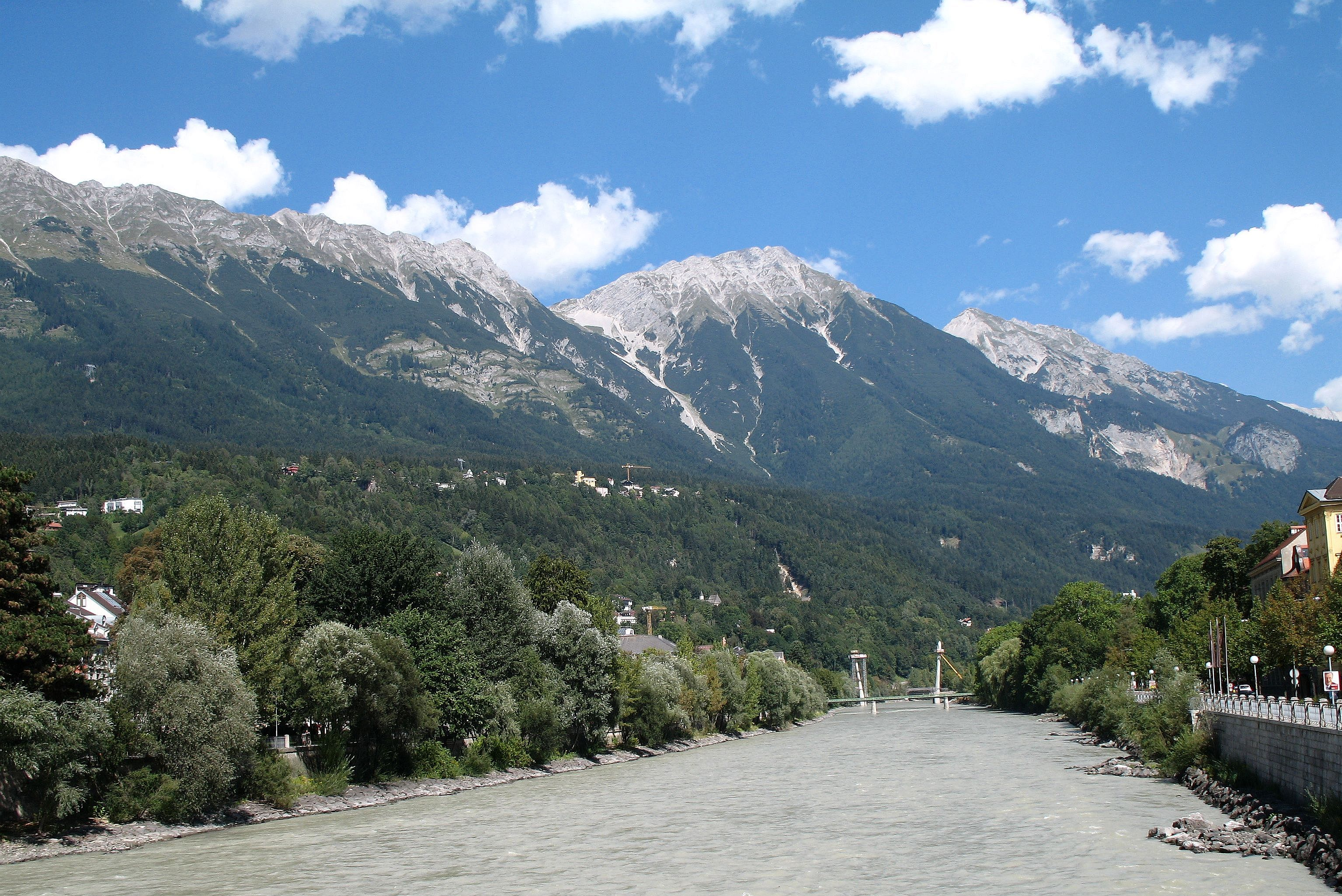
O rio Inn cruza a cidade de Innsbruck

Alguns vestígios sugerem que a região de começou a ser habitada no início da Idade da Pedra. Alguns topônimos pré-romanos  mostram que esta área tem permanecido continuamente povoada. No século IV os romanos estabeleceram o posto militar de Veldidena (o nome que sobrevive no distrito de Wilten) em Eniponte (Oenipons; Innsbruck) para proteger a estrada economicamente importante que unia Verona a Augsburgo. Conexões ao longo desta estrada foram interrompidas durante o período das migrações no século IV.
Os primeiros documentos que fazem referência a Innsbruck datam do ano de 1187 (Oeni Pontum ou oeni pons que é a forma em latim para "ponte" (pons) "sobre o (rio) Inn" (Eno), pois ali estava uma importante ponte de travessia do rio Inn). A estrada sobre o Passo de Brenner era então uma importante rota de transporte e comunicação entre o norte e o sul, e o mais fácil acesso aos Alpes. As receitas obtidas pela cidade por ser um ponto de passagem desta rota permitiram-na florescer.
Innsbruck tornou-se a capital de todo o Tirol em 1429 e no século XV ela se tornou um centro da política e cultura europeias, quando o imperador Maximiliano I mudou a capital imperial para Innsbruck na década de 1490.
Durante as Guerras Napoleônicas o Tirol foi cedido à Baviera, aliada da França. Forças autóctones lutaram em conjunto com as forças napoleônicas, incluindo algumas famílias nobres da região (como Klauss Der Inn Tao) que no final do conflito emigraram para o norte da Itália na região de Veneto. O comandante Klauss acabou por alterar seu sobrenome para D'Incao. Andreas Hofer liderou um exército de camponeses do Tirol durante a vitória em Berg Isel contra a combinação das forças bávara e francesa, e então fez de Innsbruck o centro de sua administração. O exército combinado posteriormente derrotou a milícia tirolesa, e até 1814 Innsbruck foi parte da Baviera. Após o Congresso de Viena o domínio austríaco foi restaurado. O herói tirolês Andreas Hofer foi executado em Mântua, e seus restos mortais retornaram a Innsbruck em 1823 e foram sepultados na igreja franciscana.
Em 1929 o primeiro campeonato oficial de xadrez da Áustria ocorreu em Innsbruck, e foi vencido por Erich Eliskases e Eduard Glass.
Innsbruck foi anexada pela Alemanha Nazi durante a Segunda Guerra Mundial, em 1938, sendo bombardeada pelas forças aliadas o que causou fortes danos na catedral, em Wilten, na estação ferroviária e na Maria-Theresienstrasse. O campo de concentração de Innsbruck-Reichenau localizou-se na cidade.

## Economia
Innsbruck é o centro cultural e econômico do oeste da Áustria. É também um dos centros turísticos mais famosos e importantes, Innsbruck é uma cidade universitária, com várias faculdades de base local.

## Demografia
A maioria da população de Innsbruck é de ascendência tirolesa. Porém, como muitas outras cidades europeias, existem muitas minorias étnicas vivendo entre a maioria europeia. Dentre estes, as maiores são de turcos, norte-africanos, indianos, ciganos, chineses e nepaleses.
| Ano       | 1900   | 1951   | 1961    | 1971    | 1981    | 1991    | 2001    | 2007    |
| --------- | ------ | ------ | ------- | ------- | ------- | ------- | ------- | ------- |
| População | 49,727 | 95,055 | 100,959 | 116,104 | 117,287 | 118,112 | 113,392 | 117,916 |

## Clima
Devido a sua altitude e posição na Europa central, Innsbruck tem um clima hemiboreal (classificação de Köppen: Dfb) que situa a cidade na mesma zona climática de Moscou, Estocolmo e Montreal. A temperatura média anual é de 9 °C.
Os invernos são mais frios que a maioria das cidades europeias, com uma temperatura mínima em janeiro de -7 °C, com nevascas habituais.
O clima no verão é imprevisível: um dia pode ser fresco e chuvoso, com temperaturas rondando os 15-16 °C, enquanto que o seguinte pode ser quente com temperaturas acima de 30 °C. De todas as formas, a qualquer hora durante as noites de verão se mantêm bastante frescas e a temperatura em certas ocasiões baixa a menos de 10 °C.
|                                          | Jan | Fev | Mar | Abr | Mai | Jun | Jul | Ago | Set | Out | Nov | Dez | Ano  |
| ---------------------------------------- | --- | --- | --- | --- | --- | --- | --- | --- | --- | --- | --- | --- | ---- |
| Temperaturas máximas diárias (média, °C) | 1   | 4   | 11  | 16  | 21  | 24  | 26  | 24  | 21  | 14  | 8   | 2   | 14.3 |
| Temperaturas mínimas diárias (média, °C) | -7  | -4  | -1  | 4   | 8   | 11  | 13  | 12  | 9   | 4   | 0   | -4  | 3.8  |
| Precipitações mensais (média, mm)        | 53  | 40  | 42  | 57  | 75  | 104 | 121 | 116 | 77  | 61  | 57  | 53  |      |
| Fonte: The Weather Channel               |     |     |     |     |     |     |     |     |     |     |     |     |      |

## Desportos
Devido a sua localização, Innsbruck é ideal para a prática do esqui no inverno, e montanhismo no verão. Existem várias estações de esqui ao redor da cidade sobre o Nordkette.
Outras estações próximas se encontram nos povoados de Axamer Lizum, Igls, Seefeld, Tulfes e no Vale do Stubai. Neste último, é possível esquiar no verão, devido à glaciação do terreno. Igls conta com uma pista artificial refrigerada de luge e bobsleigh, que foi sede dos Campeonatos Mundiais de Luge em 1977, 1987, 1997 e 2007. Foi também sede do Campeonato Mundial de Bobsleigh em 1993.
Os Jogos Olímpicos de Inverno foram celebrados duas vezes em Innsbruck, em 1964 e em 1976.
A cidade sediou, também a primeira edição dos Jogos Olímpicos de Inverno da Juventude, em 2012.